# Skumparp
Skumparp is een plaats in de gemeente Malmö in het landschap Skåne en de provincie Skåne län. De plaats heeft 153 inwoners (2005) en een oppervlakte van 15 hectare. De plaats is ook onderdeel van het stadsdeel Limhamn-Bunkeflo een van de 10 stadsdelen waarin de gemeente Malmö is op gedeeld.

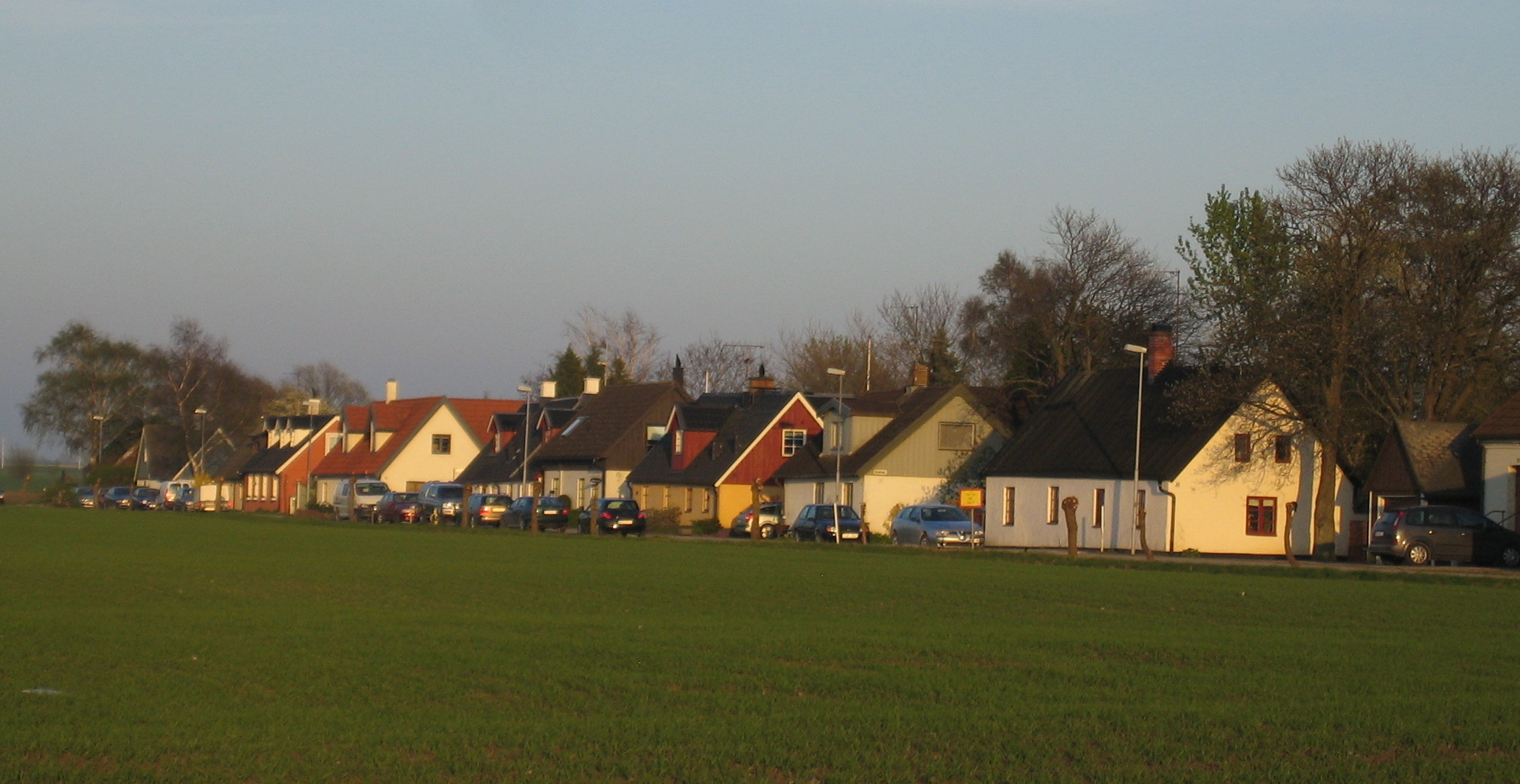
Skumparp